# Commanderie finlandaise de Saint-Jean
La Commanderie finlandaise de Saint-Jean ou suédois : Johanniter Ridderskapet i Finland est une association finlandaise à but non lucratif qui se réclame de l'ordre historique de Saint-Jean de Jérusalem. 
Son origine tient à l'introduction du protestantisme dans un ordre catholique.
La commanderie finlandaise de Saint-Jean est membre de l'Alliance des ordres de Saint-Jean.